# Sea Shepherd Conservation Society

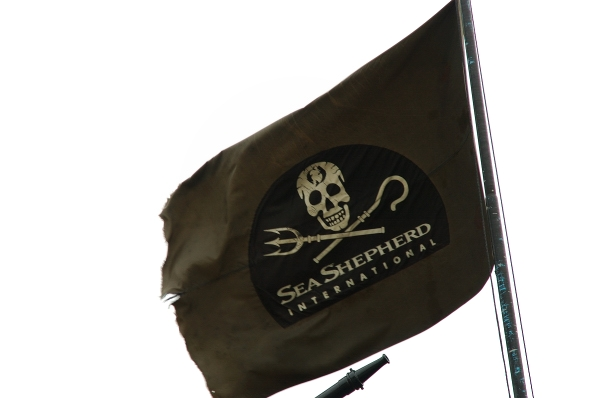
Flaga Sea Shepherd

Sea Shepherd Conservation Society – organizacja non-profit działająca na rzecz ochrony przyrody i środowiska morskiego z siedzibą w Friday Harbor w Stanach Zjednoczonych. Założył ją Paul Watson w 1977 roku wraz z innymi z pierwszych członków Greenpeace, po sporze z członkami tej organizacji.
Organizacja wykorzystuje bezpośrednie taktyki działania. Grupa stara się zwalczać nielegalny połów wielorybów i polowania na foki.

## Historia

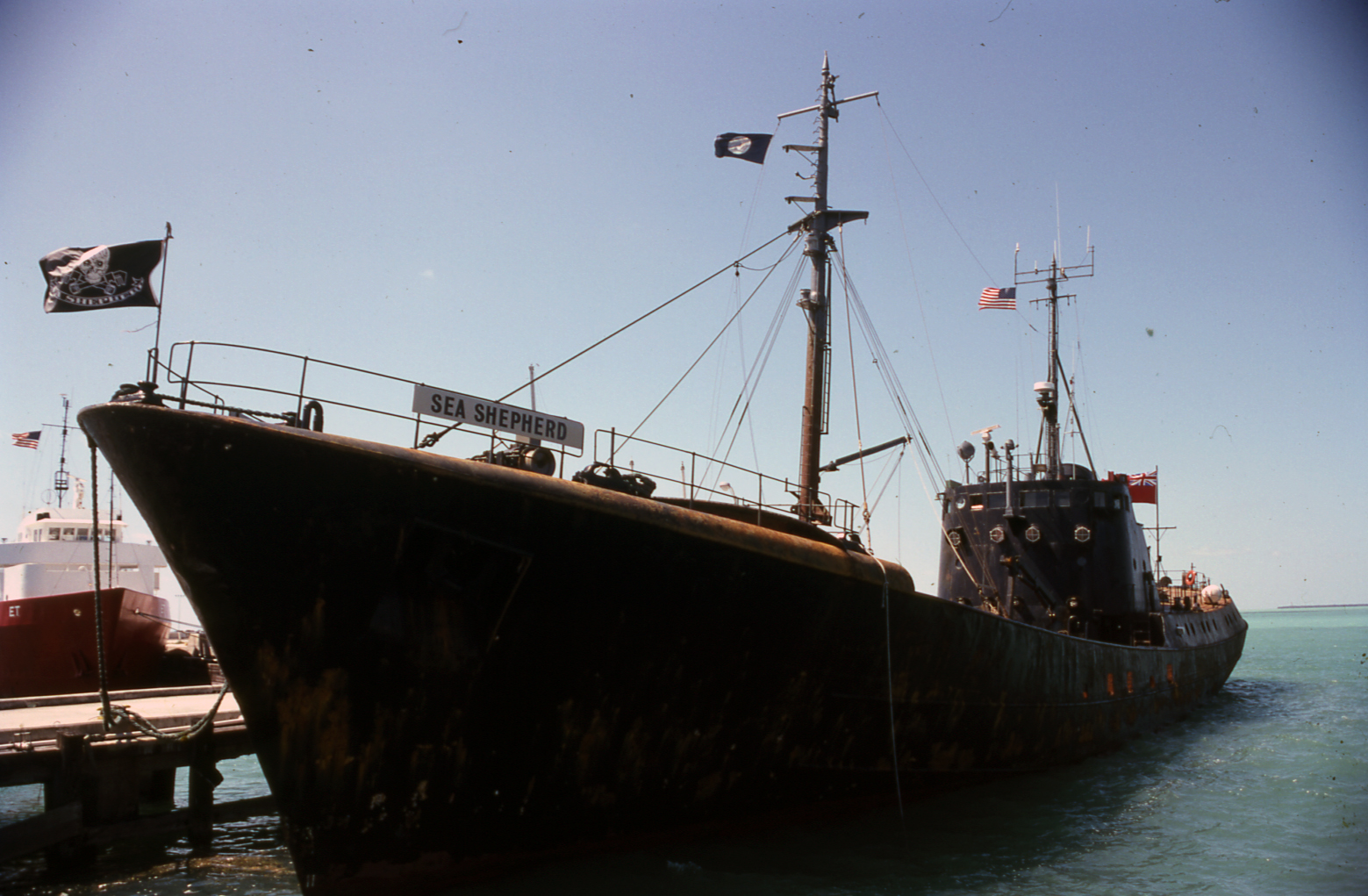
Statek organizacji „Sea Shepherd II”, 1991

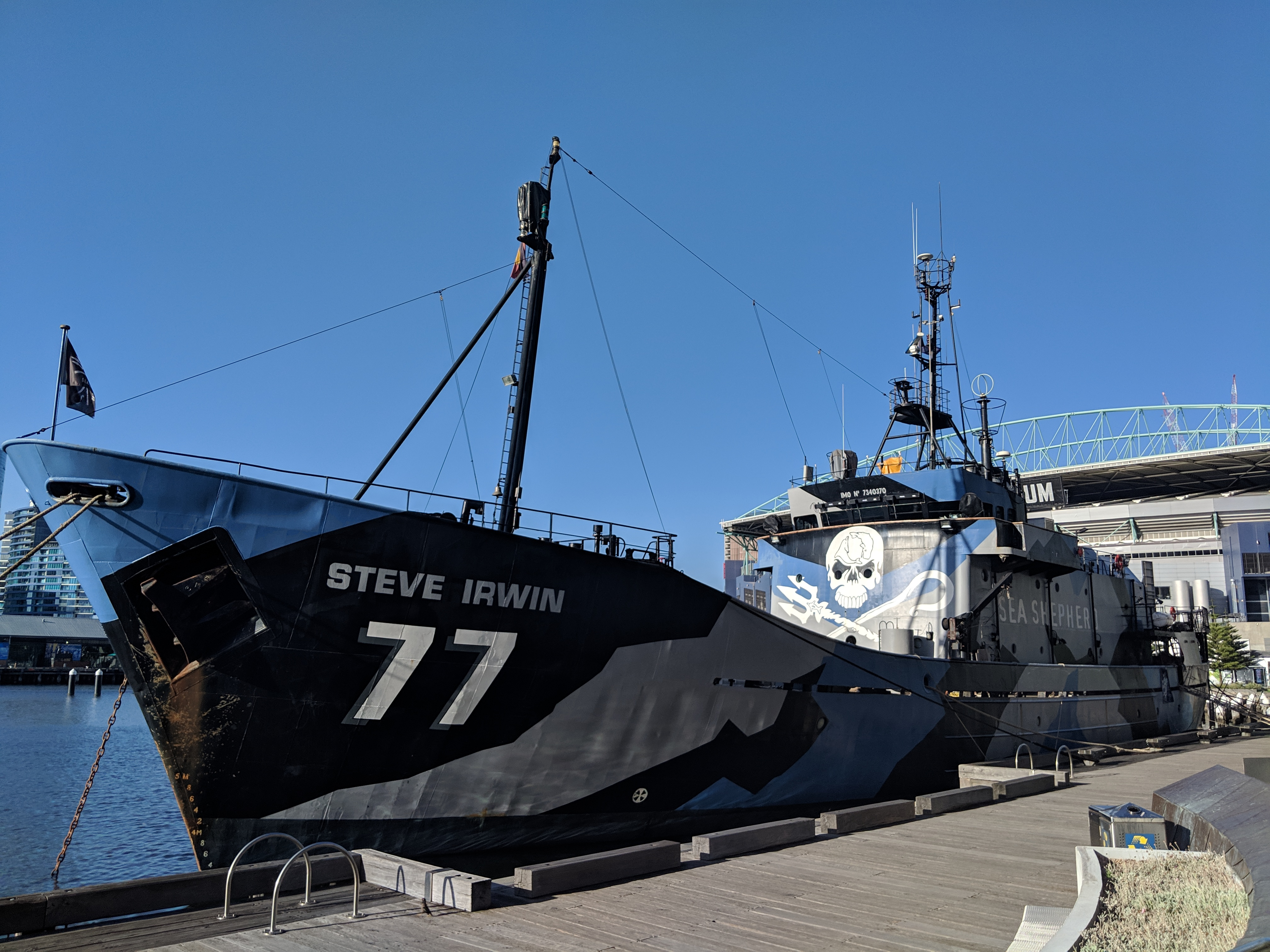
Statek organizacji „Steve Irwin” w 2019

Organizacja została założona przez Paula Watsona, według którego Greenpeace był zbyt mało radykalny, w celu ochrony środowiska morskiego za pomocą działań bespośrednich. W 1978 roku organizacja nabyła pierwszy statek – brytyjski trawler rybacki, nazwany „Sea Shepherd”. Jedną z pierwszych akcji było staranowanie i uszkodzenie statku wielorybniczego „Sierra” w 1979 roku u wybrzeży Maroka. „Sea Shepherd” został zatrzymany przez portugalską marynarkę wojenną i sąd w Portugalii nakazał zajęcie statku na poczet odszkodowania dla właściciela „Sierry”, lecz wówczas został on samozatopiony przez załogę. Organizacja pozyskiwała następnie dalsze statki. Po wyremontowaniu zaś statku wielorybniczego „Sierra” w lutym 1980 roku w Lizbonie, został on zatopiony przez płetwonurków za pomocą ładunków wybuchowych. W dalszych latach organizacja finansowała sabotaże dokonywane przez członków załóg statków wielorybniczych, a w 1986 roku zatopiła ładunkami wybuchowymi dwa islandzkie statki wielorybnicze („Hvalur 6” i „Hvalur 7”).
Od 2003 roku organizacja zaczęła walkę z japońskimi połowami wielorybów wokół Antarktydy, prowadzonymi pod pretekstem potrzeb badań naukowych. Utrudniano połowy za pomocą manewrów, a także oślepiano załogi zielonym laserem, z kolei japońskie załogi odpowiadały strumieniami wody pod ciśnieniem. W 2008 roku kanał Animal Planet zaczął filmować starcia i konflikty członków organizacji z japońską flotą wielorybniczą na Oceanie Południowym, tworząc program Whale Wars. 7 stycznia 2010 roku japoński wielorybniczy statek badawczy „Shonan Maru 2” staranował i zatopił trimaran organizacji „Ady Gil”, lecz bez ofiar w ludziach. W 2017 roku Japonia ogłosiła ograniczenie połowów wielorybów do swojej wyłącznej strefy ekonomicznej i wycofanie się z wód antarktycznych, co organizacja uznała za osiągnięcie jej celów. Organizacja prowadziła też działania mobilizujące opinię publiczną przeciwko połowom wielorybów w Islandii i Norwegii.
Sea Shepherd prowadziła też protesty oraz działania mobilizujące opinię publiczną m.in. przeciwko przeławianiu mórz przy użyciu statków przetwórni i połowom rekinów dla uzyskania ich płetw. Zajmowała się także usuwaniem porzuconych lub zerwanych sieci rybackich. W pierwszych dekadach XXI wieku organizacja użyczała także statków uboższym państwom nadmorskim jak Gabon (akcja Albacora, 2016-2019) i Wyspy Świętego Tomasza i Książęca, w celu zwalczania nielegalnych połowów na wodach terytorialnych przez siły zbrojne i służby rządowe tych państw. W takim celu współpracowała też z marynarką wojenną Liberii (akcja Sola Stella).
Członkiem Sea Shepherd jest m.in. Rod Coronado. Ich akcje często są nagłaśniane przez zorientowanych na ekologię muzyków, takich jak Omnia.. Działalność Sea Shepherd wsparły w swojej twórczości grupy muzyczne Gojira oraz Heaven Shall Burn (teledysk do utworu „My Heart And The Ocean ” z albumu Of Truth & Sacrifice z 2020).